# 8602-es mellékút (Magyarország)
A 8602-es számú mellékút egy bő 7 kilométer hosszú, négy számjegyű országos közút Győr-Moson-Sopron vármegye területén; a 86-os főút szilsárkányi szakaszától húzódik Magyarkeresztúrig.

## Nyomvonala
Szilsárkány központjában ágazik ki a 86-os főútból, annak a 141+450-es kilométerszelvénye táján, nyugat felé. Települési neve – úgy tűnik – nincs is, és kevesebb, mint fél kilométer megtétele után ki is lép a belterületről, 2,1 kilométer megtételét követően pedig átlépi Sopronnémeti határát. 2,8 kilométer után – felüljárón, csomópont nélkül – átszeli az M86-os autóút nyomvonalát, majd a 3+250-es kilométerszelvényénél, nyílt vágányi szakaszon keresztezi a Hegyeshalom–Porpác-vasútvonal vágányait.
A síneket elhagyva már belterületen folytatódik, Árpád utca néven. 3,5 kilométer után beletorkollik dél felől a 8604-es út, amellyel a belterület nagyobb részén közös szakaszon húzódnak, a központig Kossuth utca, a nyugati községrészben pedig Jókai utca néven. A lakott terület nyugati szélén válnak ismét ketté, ott a 8602-es út már 4,3 kilométer megtételén van túl, és a szétágazástól nyugat felé folytatódik.
Az 5. kilométerét elhagyva, ott délnyugat felé húzódva szeli át Potyond határát, de lakott területeket ezen a településen nem érint; alig 600 méter után pedig át is lép az útjába eső következő község, Magyarkeresztúr területére. Ez utóbbi község belterületét mintegy 6,7 kilométer után éri el, ahol a Deák Ferenc utca települési nevet viseli; így is ér véget, beletorkollva a 8606-os útba, annak 4+350-es kilométerszelvénye táján.
Teljes hossza, az országos közutak térképes nyilvántartását szolgáló kira.gov.hu adatbázisa szerint 7,184 kilométer.

## Települések az út mentén
- Szilsárkány
- Sopronnémeti
- (Potyond)
- Magyarkeresztúr

## Képgaléria

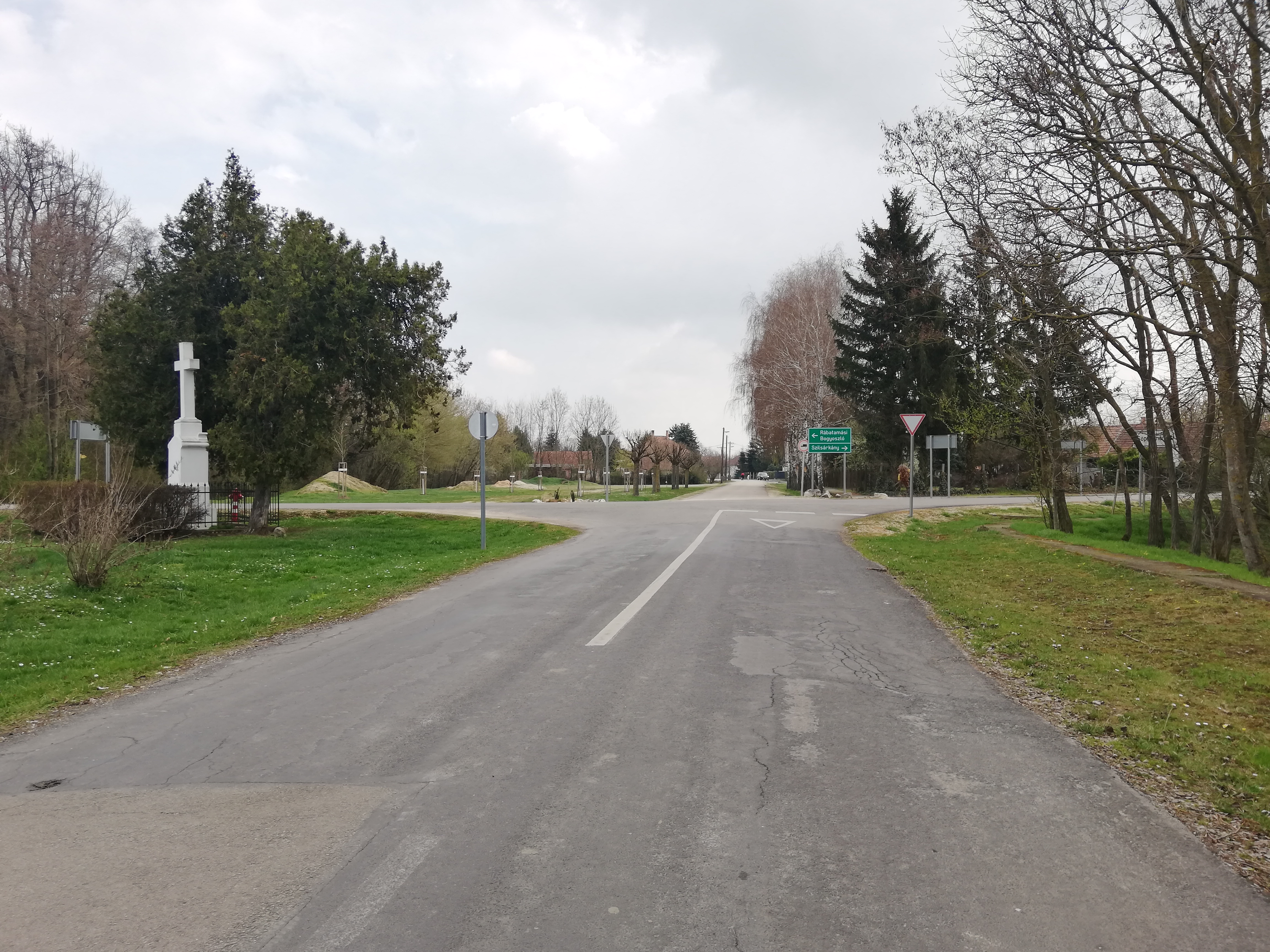
Találkozása a 8604-es úttal Sopronnémeti nyugati részén
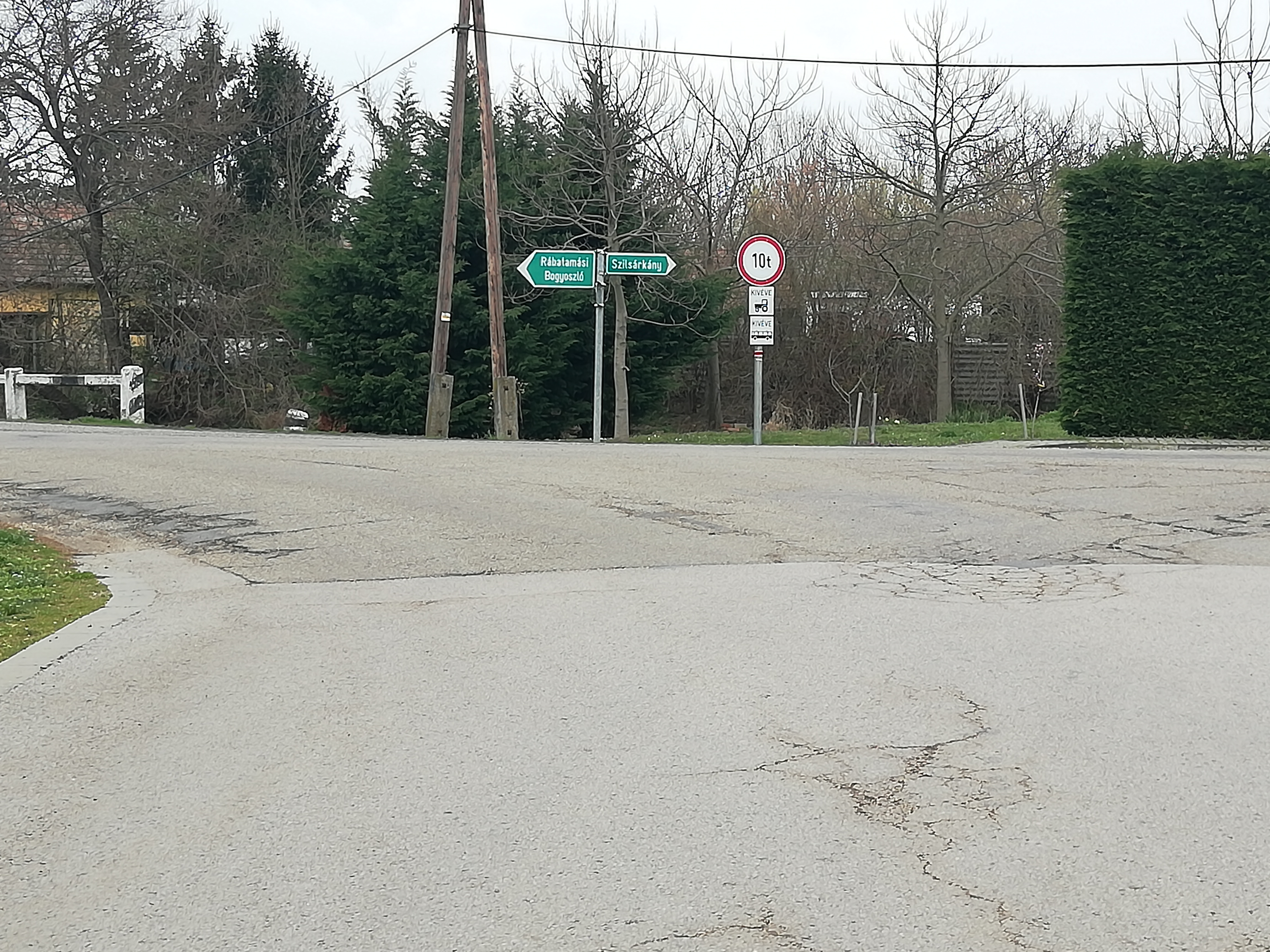
Szétágazása ugyanazzal az úttal a falu keleti részén, a 8604-esről nézve